# Jean Nestor de Chancel
Pour les articles homonymes, voir Chancel (homonymie).
Jean Nestor Chancel, né le 1er mars 1753 à Angoulême, condamné à mort et guillotiné à Paris le 16 ventôse an II (6 mars 1794), est un général de division de la Révolution française. 
Second fils de Pierre Chancel du Breuil (né à Mareuil en 1725, mort entre décembre 1786 et avril 1787), chevalier, seigneur de Gaillardas, Avocat du roi au Parlement de Douai, et de Jeanne Blanc de La Morandie.

## États de service
Frère puiné de Laurent-Charles Chancel (1749-1802), Jean-Nestor Chancel entre dans la carrière des armes à l'âge de seize ans comme aspirant à l'école d'artillerie de Strasbourg le 15 juin 1769. Le 1er avril 1771, il passe au service de l'Autriche comme élève du génie, et il est nommé sous-lieutenant le 16 janvier 1774, puis premier lieutenant de chasseurs le 5 avril 1778. 
Passé au régiment d'infanterie de Preiss le 10 juillet 1779, il est commissionné capitaine d'infanterie au service de la France le 5 avril 1780. Adjoint au corps de l'État major de l'armée le 1er décembre 1784, il devient adjudant général colonel le 2 juin 1792, à la 4e division militaire à Nancy. 
Il est promu Maréchal de camp provisoire le 21 octobre 1792, et il est confirmé dans son grade le 3 février 1793. Il est élevé au grade de général de division le 11 septembre 1793 avant d'être suspendu et mis en état d'arrestation le 22 octobre 1793. Remis en activité à l'armée du Nord, comme commandant de la place de Maubeuge à Wattignies, aux ordres du général Ferrand. 
Alors que les troupes de Frédéric de Saxe-Cobourg sont mises en difficulté par Carnot et Jourdan, Chancel propose à Ferrand une sortie pour enfoncer les Autrichiens. Ferrand refuse, arguant que la place de Maubeuge ne peut rester vide. L'issue de la bataille est incertaine, mais finit par tourner à l'avantage des Français. Conscient de son erreur, Ferrand se décharge de sa responsabilité sur Chancel. Pour justifier son mensonge, il prétexte les antécédents nobles du général Chancel et ses années au service de l'Autriche lorsqu'il était officier de l'armée royale. L'hostilité connue de Chancel aux positions de plus en plus radicales du gouvernement ne joue pas en sa faveur.
Traduit devant le tribunal révolutionnaire, le général Chancel est guillotiné à Paris le 6 mars 1794, avec les généraux O'Moran et d'Avaine. 
Son frère cadet, Pierre-Victor (1769-1794), jeune ingénieur de la marine à Rochefort, l'avait précédé un an plus tôt sur l'échafaud.

## Sources
- Docteur Robinet, Jean-François Eugène et J. Le Chapelain, Dictionnaire historique et biographique de la révolution et de l'empire, 1789-1815, volume 2, Librairie Historique de la révolution et de l’empire, 900 p. (lire en ligne), p. 374.
- Étienne Charavay, Correspondance générale de Carnot, tome 2, imprimerie Nationale, 1897, p. 106.
- Jean de Chancel, Chronique des Chancel, 2001.